# إنغريد ماتسون
إنغريد ماتسون (بالإنجليزية: Ingrid Mattson)‏ هي كندية اعتنقت الإسلام تحمل شهادة الدكتوراه في الدراسات الإسلامية وناشطة سياسية في أمريكا الشمالية.
ولدت في مقاطعة اونتاريو ودرست الفلسفة في جامعة واترلو وحصلت على الدكتوراه في الدراسات الإسلامية من جامعة شيكاغو سنة 1999. وهي تعمل كأستاذة للدراسات الإسلامية ومديرة مركز ماكدونالد للدراسات الإسلامية والعلاقات الإسلامية المسيحية في معهد هارتفورد بولاية كونيتيكت. قضت فترة كمتطوعة في باكستان لإغاثة اللاجئين الأفغان بين سنتي 1987 و1988. انتخبت سنة 2001 كنائب رئيس ثم كرئيس سنة 2006 للجمعية الإسلامية لأمريكا الشمالية، وهي واحدة من أبرز المنظمات الإسلامية في الولايات المتحدة. وتحظى ماتسون باحترام كبير في الأوساط الدينية والسياسية في الولايات المتحدة؛ حيث كانت ضيفًا بارزًا في العديد من احتفالات وزارة الخارجية الأمريكية، كما تحدثت في المراسم الدينية للمؤتمر القومي للحزب الديمقراطي في دنفر في 2008، وفي حفل تنصيب الرئيس الأمريكي باراك أوباما يوم 20 يناير، 2009.

## وصلات خارجية
- إنغريد ماتسون تحدثت لـ«العربية.نت» عن دعائها للرئيس مع يهود ومسيحيين: أول مسلمة تصلي مع أوباما: البيت الأبيض عرض وظائف للمسلمين، العربية نت، 23 يناير 2009